# Alan Biley
Alan Biley (Leighton Buzzard, 26 febbraio 1957) è un allenatore di calcio ed ex calciatore inglese, di ruolo attaccante.

## Carriera

### Giocatore
Dal 1973 al 1975 ha giocato nelle giovanili del Luton Town; nel giugno del 1975 si trasferisce al Cambridge Utd, con cui all'età di 18 anni esordisce tra i professionisti mettendo a segno 3 reti in 12 presenze nella quarta divisione inglese. A partire dalla stagione successiva inizia a giocare stabilmente da titolare, contribuendo alla vittoria della Fourth Division 1976-1977 con 19 reti in 46 presenze; nella stagione successiva esordisce dunque in terza divisione, categoria in cui va a segno per 21 volte in 44 presenze conquistando una nuova promozione, grazie al secondo posto in classifica conquistato in campionato. Nella stagione 1978-1979, alla sua quarta stagione nel club, gioca dunque in seconda divisione: nonostante il doppio salto di categoria in 2 anni continua comunque a segnare con grande regolarità, andando a segno per 19 volte in 41 partite di campionato. Nel dicembre del 1979, dopo ulteriori 12 reti in 22 presenze in seconda divisione con gli U's, viene ceduto al Derby County, club di prima divisione, con cui nella seconda parte della stagione mette a segno 9 reti in 18 partite di campionato, comunque insufficienti ad evitare la retrocessione in seconda divisione dei Rams. Nella stagione 1980-1981 gioca dunque nuovamente in seconda divisione, mettendovi a segno 10 reti in 29 presenze; a fine anno viene ceduto all'Everton, altro club di prima divisione, dove però pur giocando un buon numero di incontri (19 in metà stagione) segna solamente 3 reti, trascorrendo la parte finale della stagione in prestito allo Stoke City, sempre in prima divisione, dove segna una rete in 8 presenze. Nell'estate del 1982, all'età di 25 anni, scende a giocare in terza divisione al Portsmouth: qui nella sua prima stagione vince il campionato, contribuendo al titolo giocando tutte e 46 le partite in programma e mettendo a segno 22 reti. Rimane in squadra anche per le successive 2 stagioni, entrambe disputate in seconda divisione, nelle quali totalizza un bilancio complessivo di 59 presenze e 28 reti, grazie alle quali arriva complessivamente a quota 119 presenze e 65 reti con la maglia del Portsmouth in competizioni ufficiali. Nella seconda parte della stagione 1984-1985 gioca poi in seconda divisione con il Brighton, con cui realizza 4 reti in 13 presenze; rimane nel club anche per l'intera stagione 1985-1986, nella quale realizza ulteriori 4 reti in 22 presenze in seconda divisione. In seguito, nell'estate del 1986 fa ritorno dopo 7 anni al Cambride United: la sua seconda parentesi nel club dura però solamente una stagione, nella quale gioca 3 partite in quarta divisione senza mai segnare (oltre a 4 presenze ed una rete fra le varie coppe nazionali inglesi): arriva così ad un bilancio complessivo di 192 presenze ed 83 reti con la maglia del club, di cui 168 presenze e 74 reti in partite di campionato (risultando così essere il secondo miglior marcatore nei campionati della Football League nella storia del club dietro al solo John Taylor, autore di 86 reti). Tra il 1986 ed il 1988, anno del suo definitivo ritiro (all'età di soli 31 anni), gioca all'estero, senza grande fortuna: nella stagione 1986-1987 disputa infatti 2 partite nella prima divisione greca con il Paniōnios, mentre l'anno seguente disputa 2 incontri nella prima divisione irlandese con il Waterford.
In carriera ha totalizzato complessivamente 436 presenze e 171 reti in competizioni ufficiali, tra cui 382 presenze (378 delle quali in patria) e 155 reti in partite di campionati professionistici; in particolare, ha totalizzato complessivamente 45 presenze e 13 reti nella prima divisione inglese, 186 presenze e 77 reti in seconda divisione, 87 presenze e 43 reti in terza divisione e 61 presenze e 22 reti in quarta divisione.

### Allenatore
Inizia ad allenare nella stagione 1998-1999 sulla panchina dell'Ely City, club della Eastern Counties Football League (nona divisione inglese); a fine stagione, complice la retrocessione subita dal club, si dimette dall'incarico. Nelle due stagioni successive ha invece allenato il Potton United ed i Barton Rovers, da cui si è dimesso quattro mesi dopo il suo arrivo nel club per diventare allenatore del Diss Town. Dall'ottobre al dicembre del 2002 allena invece lo Spalding Utd, club in cui ritorna per un breve periodo come allenatore ad interim nel 2006, dopo aver lavorato come vice al Wooton Blue Cross (nella stagione 2003-2004) ed al Kettering Town (dal febbraio del 2004 al novembre del 2006, con in mezzo la già citata parentesi allo Spalding United). Dal novembre del 2006 al termine della stagione 2006-2007 allena invece il Rothwell United. Nella stagione 2007-2008 lavora alle dipendenze dell'allenatore Kevin Wilson (con cui già aveva collaborato al Kettering Town) come suo vice al Corby Town, per poi far ritorno allo Spalding United, in Northern Premier League (settima divisione), dove riesce a conquistare la salvezza. In seguito allena per una stagione l'Hemel H. Town, mentre dal 3 gennaio 2014 al termine della stagione 2013-2014 lavora come vice del Bedford Town, club di Southern Football League (settima divisione).

## Palmarès

### Giocatore

#### Competizioni nazionali
- Third Division: 1

Portsmouth: 1982-1983
- Campionato inglese di quarta divisione: 1

Cambridge United: 1976-1977

### Allenatore

#### Competizioni regionali
- Herts Senior Cup: 1

Hemel Hempstead Town: 2012-2013